# Break, Break, Break
Break, Break, Break è un cortometraggio muto del 1914 diretto da Harry A. Pollard, tratto dal poema che Alfred Tennyson dedicò al suo più caro amico Alfred Hallam, morto a Vienna di emorragia cerebrale. La stessa poesia aveva ispirato l'anno precedente un altro film, A Day That Is Dead, una pellicola prodotta dalla Edison Company con Laura Sawyer.
Lo sceneggiatore Sydney Ayres morirà due anni dopo, nel 1916, di sclerosi multipla a soli 37 anni.

## Trama
Tom Day, un vecchio che vive solo nella sua capanna in riva al mare, seduto su una roccia davanti all'oceano ricorda i versi di Tennyson che gli riportano alla mente la sua infelice storia d'amore. Ricorda quando, giovane e forte, non aveva mai osato dichiarare il suo amore a June, la figlia del ricco giudice Moore, conscio della distanza sociale che li separava. E di come ad avere più fortuna con la ragazza era stato Dan, un suo lontano parente, che in realtà non era degno di lei. Ricorda il vecchio nonno che si era sentito male lavorando duramente nei campi del giudice. Né il giudice né Dan avevano mostrato alcuna compassione per lui, mentre la sola June aveva offerto aiuto e conforto. Quel giorno, sentendola così vicina, Tom avrebbe potuto superare la propria timidezza, ma alla fine era rimasto ancora una volta muto, sentendosi indegno di lei.

June finì per sposare Dan e, dopo le nozze, i due sposi si imbarcarono su una nave che, quella notte stessa, sarebbe affondata. Passeggiando sulla spiaggia, tra i relitti portati dal mare trova il corpo della fanciulla amata.

Il vecchio solitario, incapace di soffocare le proprie emozioni che gli sorgono nell'anima, abbandona lentamente la roccia e torna alla sua piccola capanna.

## Produzione
Il film fu prodotto dall'American Film Manufacturing Company

## Distribuzione
Distribuito dalla Mutual, il film -  un cortometraggio in una bobina - uscì nelle sale cinematografiche statunitensi il 9 settembre 1914 in 58 copie.

## La critica
Poco dopo la sua uscita il film viene così descritto da Moving Picture World:
"Una graziosa pellicola che narra una storia d'amore idillica. Anche se basato tutto sul sentimento piuttosto che sulla suspense drammatica, il film affascina: ricrea l'atmosfera dei buoni vecchi tempi andati. Buone le immagini e anche la recitazione è di buona qualità."

## La poesia di Tennyson
- Break, break, break,
- On thy cold gray stones, O Sea!
- And I would that my tongue could utter
- The thoughts that arise in me.
- O well for the fisherman's boy,
- That he shouts for his sister at play!
- O well for the sailor lad,
- that he sings in his boat on the bay!
- And the stately ships go on
- To their haven under the hill;
- But O for the touch of a vanished hand,
- And the sound of a voice that is still!
- Break, break, break
- At the foot of thy crags, O Sea!
- But the tender grace of a day that is dead
- Will never come back to me.